# Бадерих
Бадерих (на немски: Baderich, Baderic, Balderich, Boderic; * ок. 480; † 529) е крал на тюрингите от 500 до 529 г. заедно с братята си Бертахар и Херминафрид.
Той е син на тюрингския крал Бизин († ок. 507) и неговата втора съпруга лангобардката Мения. Брат е на Бертахар († 525), Херминафрид († 534) и Радегунда, която се омъжва за лангобардския крал Вахо.